# 8.3
8.3 (ang. 8.3 filename, nazywany też SFN – short filename, krótka nazwa pliku) – konwencja nazw plików stosowana w starszych wersjach DOS i wersjach Windows od 95 do NT 3.51. Jest ona też używana we współczesnych wersjach Microsoft Windows jako alternatywa dla długich nazw plików celem kompatybilności ze starszymi wersjami programów. Konwencja nazw plików jest ograniczona przez system plików FAT.